# Amer Ghalib
Amer Ghalib (né en 1979) est un homme politique yéménite-américain, maire de Hamtramck dans l'état du Michigan depuis 2021. Membre conservateur du Parti démocrate, il est le premier Américain d'origine arabe et musulmane à occuper ce poste. Il a attiré l'attention nationale en tant que maire pour avoir mis en œuvre une ordonnance interdisant l'affichage du drapeau de la fierté sur les propriétés de la ville, en se désinvestissant des investissements en Israël, et en soutenant Donald Trump lors de l'élection présidentielle américaine de 2024.
En mars 2025, Trump a nommé Ghalib comme candidat au poste d'ambassadeur des États-Unis au Koweït.

## Jeunesse et carrière
Ghalib est né au Yémen. Il a immigré aux États-Unis en 1997 et a travaillé dans une usine de General Motors qui fabriquait des composants en plastique pour les voitures tout en fréquentant le lycée Hamtramck Il a étudié la biologie au Henry Ford Community College avant de fréquenter l'Université d'État de Wayne où il a obtenu un diplôme en biologie  Il devient ensuite travailleur de la santé dans un cabinet médical à Hamtramck. Il est père de trois enfants.

## Maire de Hamtramck
Lors de l'élection municipale de Hamtramck en 2021, Ghalib bat la maire sortante Karen Majewski avec 68 % des voix. Il devient à la fois le premier Américain d'origine arabe et musulmane à occuper ce poste et, selon le Detroit Free Press, le premier maire américain non polonais de la commune en 100 ans. Membre du Parti démocrate, il a travaillé avec ce qui était considéré comme le premier conseil municipal entièrement musulman des États-Unis, En juin 2023, le conseil municipal a interdit le drapeau de la fierté sur les mâts publics, Ghalib déclarant qu'il « avait l'intention d'apporter la neutralité aux biens de la ville sans promouvoir la sexualité, le racisme, la religion ou la politique »,. Cette décision a suscité des critiques de la part de plusieurs démocrates du Michigan, dont Rashida Tlaib. Ghalib décrit alors les militants LGBTQ comme une « milice ».
le 12 septembre 2023 il rencontré l'ancien conseiller à la sécurité nationale des États-Unis, Michael Flynn. En juin 2024, Ghalib et le conseil municipal ont adopté à l'unanimité une résolution exigeant que la ville évite d'investir dans des entreprises israéliennes ou dans celles qui soutiennent l'apartheid israélien.

### Élections de 2024
Lors des primaires présidentielles démocrates du Michigan de 2024, Ghalib a soutenu le mouvement des non-engagés et a recommandé aux électeurs de voter sans engagement au lieu de Joe Biden,. En septembre 2024, Ghalib a soutenu Donald Trump lors de l'élection présidentielle américaine de 2024 après l'avoir rencontré lors d'une réunion publique à Flint au cours de laquelle ils ont discuté de problèmes affectant les Américains arabes et musulmans. Kurt Streeter du New York Times a rapporté qu'en tant que conservateur social, Ghalib avait trouvé plus de points communs avec les républicains qui l'avaient « activement courtisé ». Dans son soutien, Ghalib a reconnu leurs désaccords sur des questions clés, mais a déclaré qu'il croyait que Trump mettrait fin à la guerre de Gaza Trump a republié son soutien sur Truth Social et Ghalib l'a rejoint lors de certains de ses rassemblements de campagne présidentielle,.
Après le début de la présidence de Trump en 2025, Ghalib a publié sur Facebook son soutien continu à Trump malgré ce que la publication Facebook reconnaissait comme le désir exprimé par Trump de relocaliser définitivement les Palestiniens de Gaza En mars 2025, Trump a nommé Ghalib comme candidat au poste d'ambassadeur des États-Unis au Koweït. Le président américain a fait l'éloge de Ghalib sur les réseaux sociaux, écrivant : « Amer a travaillé dur pour nous aider à remporter une victoire historique dans le Michigan ».